# Kobatovci
Kobatovci (cyr. Кобатовци) – wieś w Bośni i Hercegowinie, w Republice Serbskiej, w gminie Laktaši. W 2013 roku liczyła 845 mieszkańców.